# Макуріно
Маку́ріно (рос. Макурино) — присілок у складі Юргинського округу Кемеровської області, Росія.

## Населення
Населення — 373 особи (2010; 444 у 2002).
Національний склад (станом на 2002 рік):
- росіяни — 86 %